# Fuerzas Terrestres de Chad
Las Fuerzas Terrestres de Chad (en árabe: القوات البرية التشادية) (en francés: Armée de terre tchadienne) son el componente principal y más grande del Ejército Nacional de Chad. Históricamente, Chad ha tenido uno de los ejércitos más fuertes de la región del Sáhara, mayor que el Ejército de Mali o la República Centroafricana, con entre 25 000 y 30 000 soldados. Chad ha participado como parte de la Fuerza de Tarea Conjunta Multinacional en la lucha contra la insurgencia de Boko Haram, desplegando tropas en Níger y Mali, otro papel común del ejército chadiano ha sido sofocar rebeliones contra el gobierno central de Chad.

## Armamento

### Armas de fuego
| Nombre                   | Fotografía               | Origen                   | Tipo                               | Munición                 | Fabricante                                     |
| Pistolas semiautomáticas | Pistolas semiautomáticas | Pistolas semiautomáticas | Pistolas semiautomáticas           | Pistolas semiautomáticas | Pistolas semiautomáticas                       |
| ------------------------ | ------------------------ | ------------------------ | ---------------------------------- | ------------------------ | ---------------------------------------------- |
| Tokarev TT-33            |                          | Rusia                    | Pistola semiautomática             | 9 × 19 mm Parabellum     | Fiódor Tókarev                                 |
| MAC Mle 1950             |                          | Francia                  | Pistola semiautomática             | 9 × 19 mm Parabellum     | Manufacture d'armes de Châtellerault           |
| MAB PA-15                |                          | Francia                  | Pistola semiautomática             | 9 × 19 mm Parabellum     | Manufacture d'armes de Bayonne                 |
| Walther P38              |                          | Alemania                 | Pistola semiautomática             | 9 × 19 mm Parabellum     | Carl Walther                                   |
| Walther PP               |                          | Alemania                 | Pistola semiautomática             | .25 ACP                  | Carl Walther                                   |
| FN Browning GP-35        |                          | Bélgica                  | Pistola semiautomática             | 9 × 19 mm Parabellum     | FN Herstal                                     |
| M1911                    |                          | Estados Unidos           | Pistola semiautomática             | .45 ACP                  | Colt's Manufacturing Company                   |
| Revólveres               |                          |                          |                                    |                          |                                                |
| Manurhin MR 73           |                          | Francia                  | Revólver                           | .357 Magnum              | Chapuis ArmesManurhin                          |
| Subfusiles               |                          |                          |                                    |                          |                                                |
| Uzi                      |                          | Israel                   | Subfusil                           | 9 × 19 mm Parabellum     | IMI SystemsIsrael Weapon Industries            |
| Beretta M12              |                          | Italia                   | Subfusil                           | 9 × 19 mm Parabellum     | Beretta                                        |
| MAT-49                   |                          | Francia                  | Subfusil                           | 9 × 19 mm Parabellum     | Manufacture Nationale d'Armes de Tulle         |
| Fusiles                  |                          |                          |                                    |                          |                                                |
| AKM                      |                          | Rusia                    | Fusil de asalto                    | 7.62×39mm                | Corporación KalashnikovPlanta de armas de Tula |
| AK-74                    |                          | Rusia                    | Fusil de asalto                    | 5.45×39mm                | Corporación KalashnikovPlanta de armas de Tula |
| Tipo 56                  |                          | China                    | Fusil de asalto                    | 7.62×39mm                | Norinco                                        |
| IMI Galil                |                          | Israel                   | Fusil de asalto                    | 5,56 × 45 mm OTAN        | IMI Systems                                    |
| IWI Galil ACE            |                          | Israel                   | Fusil de asalto                    | 5,56 × 45 mm OTAN        | Israel Weapon Industries                       |
| IWI Tavor X95            |                          | Israel                   | BullpupFusil de asalto             | 5,56 × 45 mm OTAN        | Israel Weapon Industries                       |
| FAMAS                    |                          | Francia                  | BullpupFusil de asalto             | 5,56 × 45 mm OTAN        | GIAT/Nexter                                    |
| FN FAL                   |                          | Bélgica                  | Fusil de combate                   | 7,62 × 51 mm OTAN        | FN Herstal                                     |
| Heckler & Koch G3        |                          | Alemania                 | Fusil de combate                   | 7,62 × 51 mm OTAN        | Heckler & Koch                                 |
| SIG SG 540               |                          | Suiza                    | Fusil de combate                   | 7,62 × 51 mm OTAN        | Schweizerische Industrie Gesellschaft          |
| Ametralladoras           |                          |                          |                                    |                          |                                                |
| Ametralladora ligera RPD |                          | Rusia                    | Ametralladora ligera               | 7.62×39mm                | Planta Degtiariov                              |
| RPK                      |                          | Rusia                    | Ametralladora ligera               | 7.62×39mm                | Corporación Kalashnikov                        |
| Ametralladora PK         |                          | Rusia                    | Ametralladora de propósito general | 7.62×54mmR               | Planta Degtiariov                              |
| Ametralladora pesada KPV |                          | Rusia                    | Ametralladora pesada               | 14,5 × 114 mm            | Planta Degtiariov                              |
| DShK                     |                          | Rusia                    | Ametralladora pesada               | 12,7 × 108 mm            | Planta de armas de Tula                        |
| Zastava M72              |                          | Serbia                   | Ametralladora ligera               | 7.62×39mm                | Zastava Arms                                   |
| FN MAG                   |                          | Bélgica                  | Ametralladora de propósito general | 7,62 × 51 mm OTAN        | FN Herstal                                     |
| Browning M2              |                          | Estados Unidos           | Ametralladora pesada               | 12,7 × 99 mm OTAN        | General Dynamics                               |
| Lanzagranadas            |                          |                          |                                    |                          |                                                |
| M79                      |                          | Estados Unidos           | Lanzagranadas                      | 40 × 46 mm               | Springfield Armory                             |
| AGS-17                   |                          | Rusia                    | Lanzagranadas automático           | 30 × 29 mm               | KBP Instrument Design Bureau                   |

### Cañones sin retroceso
| Nombre                | Fotografía            | Origen                | Tipo                  | Calibre               | Fabricante            |
| Cañones sin retroceso | Cañones sin retroceso | Cañones sin retroceso | Cañones sin retroceso | Cañones sin retroceso | Cañones sin retroceso |
| --------------------- | --------------------- | --------------------- | --------------------- | --------------------- | --------------------- |
| M40                   |                       | Estados Unidos        | Cañón sin retroceso   | 105 mm                | Watervliet Arsenal    |

### Granadas propulsadas por cohete
| Nombre                          | Fotografía                      | Origen                          | Tipo                            | Calibre                         | Fabricante                                     |
| Granadas propulsadas por cohete | Granadas propulsadas por cohete | Granadas propulsadas por cohete | Granadas propulsadas por cohete | Granadas propulsadas por cohete | Granadas propulsadas por cohete                |
| ------------------------------- | ------------------------------- | ------------------------------- | ------------------------------- | ------------------------------- | ---------------------------------------------- |
| RPG-2                           |                                 | Rusia                           | Granada propulsada por cohete   | 40mm                            | Fábrica de ametralladoras de Kovrov            |
| RPG-7                           |                                 | Rusia                           | Granada propulsada por cohete   | 40mm                            | Bazalt                                         |
| RPG-18                          |                                 | Rusia                           | Granada propulsada por cohete   | 64mm                            | Bazalt                                         |
| M72 LAW                         |                                 | Noruega                         | Granada propulsada por cohete   | 66mm                            | Nammo                                          |
| LRAC F1                         |                                 | Francia                         | Granada propulsada por cohete   | 89 mm                           | Manufacture Nationale d'Armes de Saint-Etienne |

### Misiles antitanque
| Nombre             | Fotografía         | Origen             | Tipo               | Sistema de guía        | Fabricante         |
| Misiles antitanque | Misiles antitanque | Misiles antitanque | Misiles antitanque | Misiles antitanque     | Misiles antitanque |
| ------------------ | ------------------ | ------------------ | ------------------ | ---------------------- | ------------------ |
| MILAN              |                    | Unión Europea      | Misil antitanque   | Guiado por cableSACLOS | MBDA               |
| ERYX               |                    | Unión Europea      | Misil antitanque   | Guiado por cableSACLOS | MBDA               |

### Artillería antiaérea
| Nombre               | Fotografía           | Origen               | Tipo                 | Calibre                   | Fabricante                   |
| Artillería antiaérea | Artillería antiaérea | Artillería antiaérea | Artillería antiaérea | Artillería antiaérea      | Artillería antiaérea         |
| -------------------- | -------------------- | -------------------- | -------------------- | ------------------------- | ---------------------------- |
| ZPU                  |                      | Rusia                | Artillería antiaérea | 14,5 × 114 mm             | Planta Degtiariov            |
| ZSU-23-2             |                      | Rusia                | Artillería antiaérea | Cañón automático de 23 mm | KBP Instrument Design Bureau |

### Sistemas antiaéreos
| Nombre              | Fotografía          | Origen              | Tipo                | Armamento             | Sistema de guía     | Diseñador del misil |
| Sistemas antiaéreos | Sistemas antiaéreos | Sistemas antiaéreos | Sistemas antiaéreos | Sistemas antiaéreos   | Sistemas antiaéreos | Sistemas antiaéreos |
| ------------------- | ------------------- | ------------------- | ------------------- | --------------------- | ------------------- | ------------------- |
| 2K12 Kub            |                     | Rusia               | Sistema antiaéreo   | Misil superficie-aire | Guiado por radar    | NPO Vympel          |

### MANPADS
| Nombre         | Fotografía | Origen         | Tipo    | Sistema de guía                                         | Fabricante                      |
| MANPADS        | MANPADS    | MANPADS        | MANPADS | MANPADS                                                 | MANPADS                         |
| -------------- | ---------- | -------------- | ------- | ------------------------------------------------------- | ------------------------------- |
| 9K32 Strela-2  |            | Rusia          | MANPADS | Guiado por infrarrojos                                  | KBM                             |
| 9K38 Igla      |            | Rusia          | MANPADS | Guiado por infrarrojos                                  | KBM                             |
| FIM-92 Stinger |            | Estados Unidos | MANPADS | Guiado por infrarrojosGuiado por radiación ultravioleta | General DynamicsRTX Corporation |

### Artillería
| Nombre                    | Fotografía                | Origen                    | Tipo                                               | Calibre                   | Fabricante                    |
| Artillería autopropulsada | Artillería autopropulsada | Artillería autopropulsada | Artillería autopropulsada                          | Artillería autopropulsada | Artillería autopropulsada     |
| ------------------------- | ------------------------- | ------------------------- | -------------------------------------------------- | ------------------------- | ----------------------------- |
| 2S1 Gvozdika              |                           | Ucrania                   | Artillería autopropulsadaVehículo blindado anfibio | 122 mm                    | Planta de tractores de Járkov |
| Artillería de cohetes     |                           |                           |                                                    |                           |                               |
| BM-21 Grad                |                           | Rusia                     | Lanzacohetes múltiple                              | 122,4 mm                  | NPO Splav                     |
| PHL-81                    |                           | China                     | Lanzacohetes múltiple                              | 122 mm                    | Norinco                       |
| Tipo 63                   |                           | China                     | Lanzacohetes múltiple                              | 107mm                     | Fábrica Estatal 847           |
| Artillería de campaña     |                           |                           |                                                    |                           |                               |
| Obús M101                 |                           | Estados Unidos            | Obús remolcado                                     | 105 mm                    | Rock Island Arsenal Plant     |

### Carros de combate
| Nombre            | Fotografía        | Origen            | Tipo                       | Armamento principal        | Fabricante                                                |
| Carros de combate | Carros de combate | Carros de combate | Carros de combate          | Carros de combate          | Carros de combate                                         |
| ----------------- | ----------------- | ----------------- | -------------------------- | -------------------------- | --------------------------------------------------------- |
| Tipo 59           |                   | China             | Carro de combate principal | Cañón de 100 mm            | Primera fábrica de maquinaria de Mongolia InteriorNorinco |
| T-54/55           |                   | Rusia             | Carro de combate principal | Cañón antitanque de 100 mm | Uralvagonzavod                                            |

### Cazacarros
| Nombre     | Fotografía | Origen     | Tipo       | Armamento principal | Fabricante |
| Cazacarros | Cazacarros | Cazacarros | Cazacarros | Cazacarros          | Cazacarros |
| ---------- | ---------- | ---------- | ---------- | ------------------- | ---------- |
| WMA-301    |            | China      | Cazacarros | Cañón de 100 mm     | Norinco    |

### Camiones militares
| Nombre             | Fotografía         | Origen             | Tipo               | Fabricante         |
| Camiones militares | Camiones militares | Camiones militares | Camiones militares | Camiones militares |
| ------------------ | ------------------ | ------------------ | ------------------ | ------------------ |
| Ural-375D          |                    | Rusia              | Camión militar     | UralAZ             |

### Vehículos blindados
| Nombre                         | Fotografía                     | Origen                         | Tipo                                                                                   | Fabricante                          |
| Vehículos blindados de combate | Vehículos blindados de combate | Vehículos blindados de combate | Vehículos blindados de combate                                                         | Vehículos blindados de combate      |
| ------------------------------ | ------------------------------ | ------------------------------ | -------------------------------------------------------------------------------------- | ----------------------------------- |
| BTR-60                         |                                | Rusia                          | Transporte blindado de personalVehículo blindado anfibio                               | Gorkovsky Avtomobilny Zavod (GAZ)   |
| BTR-80                         |                                | Rusia                          | Transporte blindado de personalVehículo blindado anfibio                               | Gorkovsky Avtomobilny Zavod (GAZ)   |
| BTR-3                          |                                | Ucrania                        | Transporte blindado de personalVehículo blindado anfibio                               | Oficina de Diseño Morozov de Járkov |
| BRDM-2                         |                                | Rusia                          | Automóvil blindado militarVehículo blindado anfibioVehículo de reconocimiento blindado | Gorkovsky Avtomobilny Zavod (GAZ)   |
| BMP-1                          |                                | Rusia                          | Vehículo de combate de infanteríaVehículo blindado anfibio                             | Kurganmashzavod                     |
| WZ-523                         |                                | China                          | Transporte blindado de personalVehículo blindado anfibio                               | Norinco                             |
| Panhard ERC-90                 |                                | Francia                        | Automóvil blindado militarVehículo de reconocimiento blindadoVehículo blindado anfibio | Panhard                             |
| Cadillac Gage Commando         |                                | Estados Unidos                 | Automóvil blindado militarVehículo blindado anfibio                                    | Cadillac                            |
| Panhard AML                    |                                | Francia                        | Automóvil blindado militar                                                             | Panhard                             |
| Eland-90                       |                                | Sudáfrica                      | Automóvil blindado militar                                                             | Sandock-Austral                     |
| EE-9 Cascavel                  |                                | Brasil                         | Automóvil blindado militar                                                             | Engesa                              |
| Véhicule de l'Avant Blindé     |                                | Francia                        | Transporte blindado de personal                                                        | Renault Trucks                      |
| Ejder Yalçın                   |                                | Turquía                        | Transporte blindado de personalMRAP                                                    | Nurol Holding                       |
| Otokar Cobra                   |                                | Turquía                        | Vehículo de movilidad de infantería                                                    | Otokar                              |
| ACMAT Bastion                  |                                | Francia                        | Transporte blindado de personal                                                        | ACMAT                               |
| RAM MK3                        |                                | Israel                         | Automóvil blindado militarVehículo de reconocimiento blindado                          | Israel Aerospace Industries         |